# Brachymitrion jamesonii
Brachymitrion jamesonii är en bladmossart som beskrevs av Thomas Taylor 1846. Brachymitrion jamesonii ingår i släktet Brachymitrion och familjen Splachnaceae. Inga underarter finns listade i Catalogue of Life.